# Jean Petitot

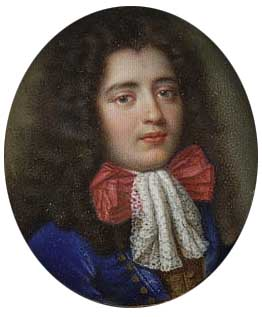
Jean Petitot, Louis Le Tellier

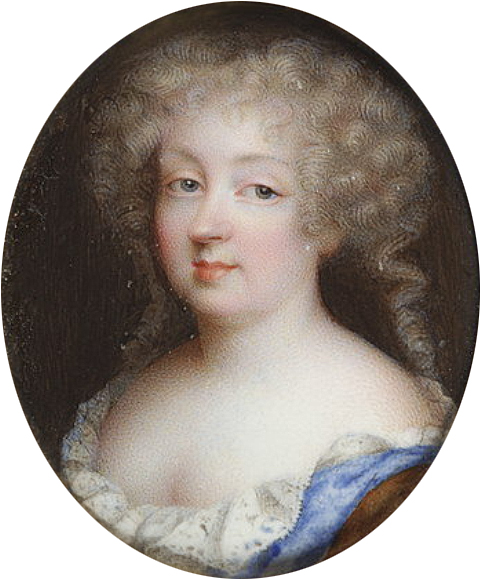
Jean Petitot, Maria Giovanna Battista di Savoia-Nemours

Jean Petitot (Ginevra, 12 luglio 1607 – Vevey, 3 aprile 1691) è stato un pittore svizzero.

## Biografia
Figlio dello scultore Saül Petitot, si formò nell'atelier del pittore a smalti Pierre Bordier e ne divenne l'allievo preferito. Nell'esecuzione dei ritratti, allievo e maestro presero a dividersi il lavoro: Petitot si dedicava alla pittura delle teste e delle mani, mentre Bordier riservava a sé l'esecuzione dei capelli, dei drappi e degli sfondi. Era un sodalizio molto raro, come ha dichiarato Senebier.
Bordier e Petitot di comune accordo si trasferirono in Italia, quindi in Inghilterra e a Londra il medico Théodore de Mayerne li aiutò a perfezionare le miscele dei colori. Jean Petitot e Pierre Bordier ottennero commesse per ritratti di personaggi della corte inglese. Carlo I d'Inghilterra creò Petitot cavaliere e lo ospitò a Whitehall. Nel 1642, ispirandosi ad Antoon van Dyck, Petitot ritrasse Rachel Wriothesley, contessa di Southampton.
Si trasferirono quindi in Francia, dove Petitot visse 36 anni. Luigi XIV di Francia lo insignì del titolo di peintre du roi e gli diede ospitalità nel palazzo del  Louvre, dove oggi c'è una collezione di cinquantasei suoi ritratti. Il re gli chiese copie di dipinti di Pierre Mignard e di Charles Le Brun. Il ritrattista divenne tanto noto, da essere inserito nel trattato settecentesco di storia dell'arte, scritto dal pittore Dezallier d'Argenville.
Nel 1651 Jean Petitot sposò Marguerite Cuper, diventando cognato di Bordier che sposò Anne Madeleine, sorella di Marguerite; ma si interruppe il sodalizio tra i due artisti quando Petitot, rimasto vedovo, sposò Magdelaine Bordier, nipote di Pierre e figlia di Jacques Bordier, agente della Repubblica di Genova a Parigi, alla cui morte, nel 1684, Petitot assunse lo stesso incarico.
Dopo l'Editto di Fontainebleau, del 1685, che revocava l'editto di Nantes, per sfuggire alla costrizione di abiurare al Calvinismo e convertirsi al Cristianesimo, Petitot chiese il permesso di tornare nella sua patria di origine, ma il re di Francia rifiutò. Fu dunque imprigionato e alla fine decise di abiurare ed ottenne il perdono.
Dipinse negli ultimi tempi il ritratto del re polacco Giovanni III Sobieski. Morì a Vevey, dove si era ritirato. Ebbe cinque figli, tra cui Jean Louis Petitot, che da lui aveva appreso le tecniche della pittura a smalto e che si trasferì a Londra.
Al Musée d'art et d'histoire di Ginevra (sezione: Museo Rath) c'è un ritratto di Jean Petitot, attribuito a Nicolas Mignard.